# Ейсмонт Михайло Архипович
Михайло Архипович Ейсмонт (нар. 21 вересня 1907, село Толстоухово, Невельський повіт, Вітебська губернія, тепер Невельський район, Псковська область, Російська Федерація — пом. 1994) — радянський військовий діяч, начальник штабу Управління прикордонних військ Південно-Західного округу МВС СРСР, начальник Управління прикордонних військ Азербайджанського округу КДБ СРСР, генерал-майор. Депутат Львівської обласної ради депутатів трудящих 4-6-го скликань.

## Біографія
З 1929 року — на дійсній військовій службі у прикордонних військах ОДПУ СРСР. Член ВКП(б).
У 1937—1939 р. — старший інспектор 2-го відділення політичного відділу Головного управління військ прикордонної і внутрішньої охорони СРСР.
У 1939—1940 р. — начальник штабу 14-го Плещеницького прикордонного загону Управління прикордонних військ НКВС Білоруської РСР.
Учасник німецько-радянської війни. У 1941—1942 р. — начальник 1-го відділу Політичного управління військ НКВС СРСР. У 1942 році служив заступником начальника Політичного управління військ НКВС СРСР. У жовтні 1942—1943 р. — начальник 1-го відділу Політичного управління Головного управління прикордонних військ (ГУПВ) НКВС СРСР — заступник начальника Політичного управління ГУПВ НКВС СРСР.
У 1943—1947 р. — слухач Військової академії РСЧА імені Фрунзе.
У 1947—1954 р. — на відповідальній роботі в Управлінні прикордонних військ МВС-МДБ Українського округу, начальник штабу округу в місті Львові.
У лютому 1954 — червні 1957 р. — начальник штабу — заступник начальника Управління прикордонних військ МВС-КДБ Південно-Західного округу в місті Львові.
У червні 1957 — березні 1963 р. — начальник Управління прикордонних військ КДБ Азербайджанського округу.
У березні 1963 — 1967 р. — начальник штабу — 1-й заступник начальника військ Північно-Західного прикордонного округу КДБ СРСР.
1 грудня 1967 року звільнений у запас за віком.

## Звання
- майор
- полковий комісар
- бригадний комісар (25.08.1941)
- полковник (12.12.1942)
- генерал-майор

## Нагороди
- ордени
- медалі